# Edward Jurjewicz

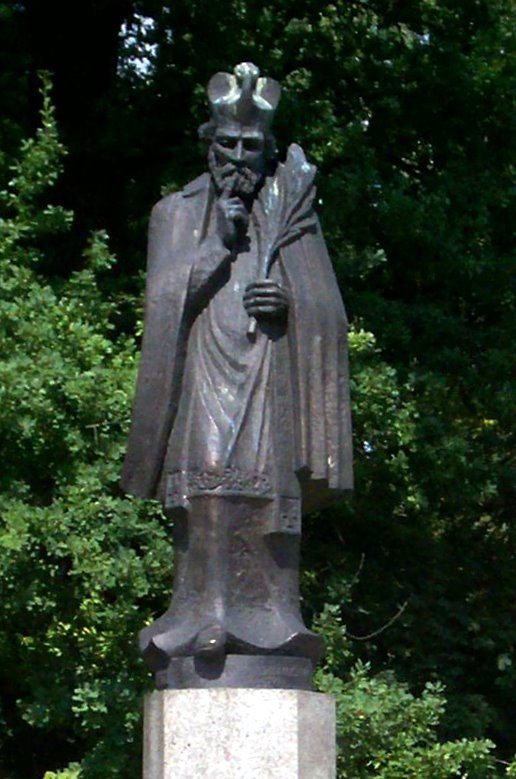
Figura św. Jana Nepomucena

Edward Jurjewicz (ur. 5 stycznia 1939 w Mołodecznie, zm. 28 stycznia 2008 w Olsztynie) – polski rzeźbiarz i pedagog.

## Życiorys
Ukończył Liceum Sztuk Plastycznych w Szczecinie. W latach 1961–1966 studiował w Państwowej Wyższej Szkole Sztuk Plastycznych w Gdańsku. Dyplom uzyskał w 1967 roku. Od 1968 roku członek Okręgu Olsztyńskiego Związku Polskich Artystów Plastyków. Pracował jako asystent w Wyższej Szkole Pedagogicznej w Olsztynie, był wykładowcą na Uniwersytecie Warmińsko-Mazurskim, nauczał w Państwowym Liceum Sztuk Plastycznych w Olsztynie.  
Był współautorem stworzonego wraz z Piotrem Obarkiem, figury św. Jana Nepomucena przy moście na Starym Mieście w Olsztynie. Autor tablicy upamiętniającej 50-rocznicę wiecu manifestującego poparcie dla powstania węgierskiego, znajdującego się na pl. Gen. Józefa Bema w Olsztynie, płaskorzeźby upamiętniającej postać Wojciecha Kętrzyńskiego na ścianie Wysokiej Bramy w Olsztynie oraz tablicy poświęconej marszałkowi Józefowi Piłsudskiemu.